# El Cartucho
La Calle del  Cartucho o el Cartucho era el nombre dado a una calle del antiguo barrio Santa Inés, y por extensión al resto del sector. Se localizaba en la ciudad de Bogotá, en Colombia. Pertenecía a la localidad de Santa Fe y se ubicaba en la transversal 9 entre las carreras 10 y 12.

## Toponimia
Su nombre proviene de la flor del cartucho que estaba en los jardines de las casas.

## Historia

### sigloXIXy primera mitad delsigloXX
Ya en los tiempos de la Independencia el cartucho se producía y cultivaba en el extremo occidental del barrio, en un jardín que resurgía durante la época de lluvias en la confluencia de los ríos San Francisco y San Agustín.
La calle Décima ha sido conocida como la del Cartucho desde mediados del siglo XX, pues debido a la vecindad de la plaza de mercado se había especializado su comercio en la recuperación de materiales, como envases, botellas y materiales de construcción. Después del Bogotazo, el barrio de Santa Inés experimentó un serio deterioro dado que sus habitantes se trasladaron a los nuevos barrios del norte de la ciudad y el lugar se pobló de desplazados por la violencia y personas en busca de oportunidades para vivir. El principal deterioro del barrio se atribuye a la demolición de la plaza central de mercado y la Iglesia Santa Inés para dar paso a la Carrera Décima.

### Años 80 y 90
En los años 1980 el barrio empezó a ser invadido paulatinamente por traficantes de droga (conocidos como jíbaros), habitantes de calle, delincuencia y prostitución, lo que lo convirtió en un barrio de alta peligrosidad, donde se cometían delitos y violaciones a los derechos humanos, que pasaban desapercibidos ante la ciudadanía, y donde la policía rara vez entraba, del mismo modo las casas y almacenes, debido a su gran descuido, fueron deteriorándose. A mediados de los años 1990 la zona era ya impenetrable e irrecuperable para la convivencia pacífica. 

### sigloXXI
A finales de los años 1990, durante la primera alcaldía de Enrique Peñalosa, se decidió recuperar el barrio, junto con otras zonas de Bogotá, por lo que fue demolido todo el barrio para construir en su lugar el Parque Tercer Milenio. A pesar de los disturbios generados por la demolición y la no reubicación de sus habitantes, el Parque se inauguró en el año 2004. Sin embargo, esta aparente recuperación representó una solución solo temporal de la inseguridad, ya que esta resurgió dos cuadras más al occidente, en lo que se conocería luego como El Bronx, en donde reinaba la ilegalidad, el tráfico de drogas, la delincuencia y el pandillaje hasta el año 2016 cuando la alcaldía, encabezada nuevamente por Enrique Peñalosa, recupera el sector para realizar proyectos de renovación urbana.

### Cartuchos

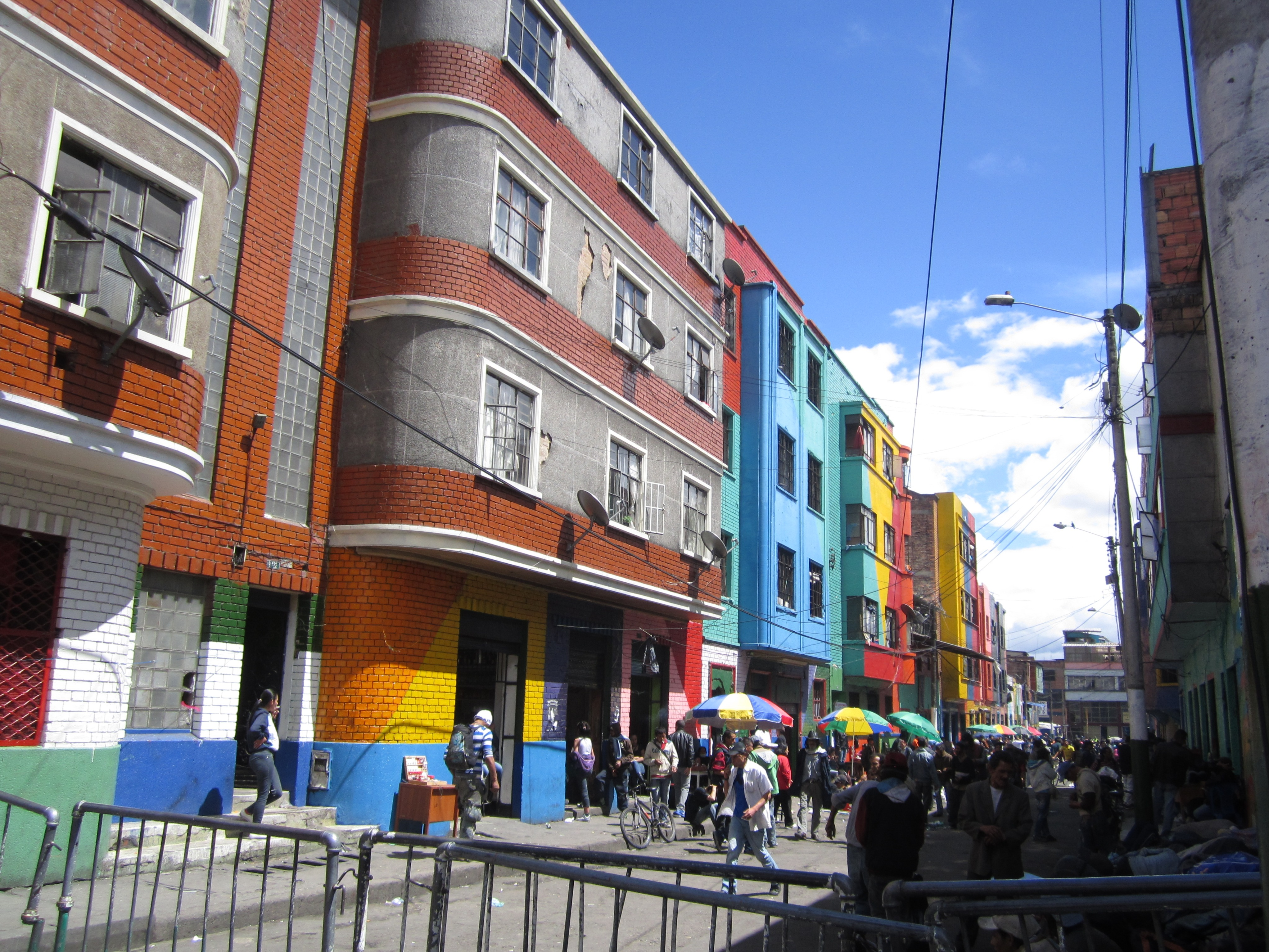
Calle 10 con carrera 15, calle de El Bronx.

En la actualidad, el término "Calle del Cartucho" o simplemente "El Cartucho" se ha generalizado en todo el país para referirse a cualquier calle o zona de una ciudad grande o intermedia donde el microtráfico, la criminalidad, la indigencia y la prostitución sean la constante día a día en el sector. En Bogotá, el sitio conocido como El Bronx, adyacente a la antigua zona del Cartucho, proveía el 90% de la droga que se vendía en la ciudad antes de su intervención. La dinámica de la zona se trasladó también al barrio San Bernardo (ubicado en el costado sur del Parque Tercer Milenio) hasta el 9 de septiembre de 2016, donde en un operativo liderado por el alcalde mayor Enrique Peñalosa, se dio fin a las dinámicas heredadas del antiguo Cartucho. Actualmente se adelanta un proceso de renovación urbana en el barrio San Bernardo.

## En la cultura popular
- El Cartucho es visto en el documental japonés Orozco: El Embalsamador, vida de Froilán Orozco quien se desempeñaba como embalsamador de su funeraria contigua al Instituto de Medicina Legal de Colombia.
- El documental colombiano Infierno o paraíso cuenta la historia de José Antonio Iglesias, un español que vivió como habitante de calle en la zona.
- El documental Cartucho (2017) que fue dirigido por Andrés Cháves. Muestra cómo este barrio colonial fue degradado y colonizado por mafias.
- El fotógrafo Stansilas Guigui escribió un libro y realizó un documental ambos titulados El Cartucho, le royaume des voleurs.